# Musée des Beaux-Arts de Marseille

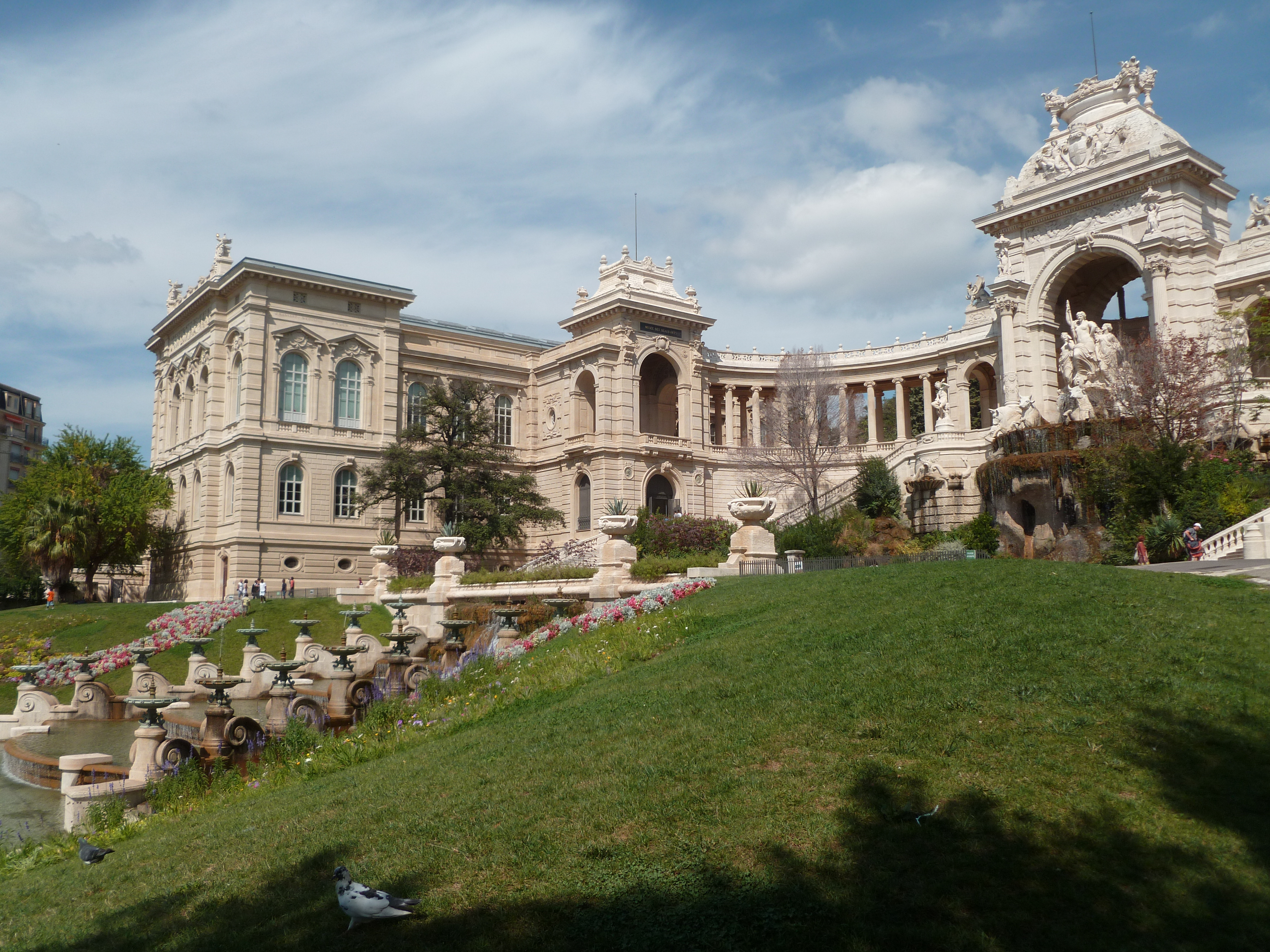
Noordvleugel van het Palais Longchamp met het Musée des Beaux-Arts

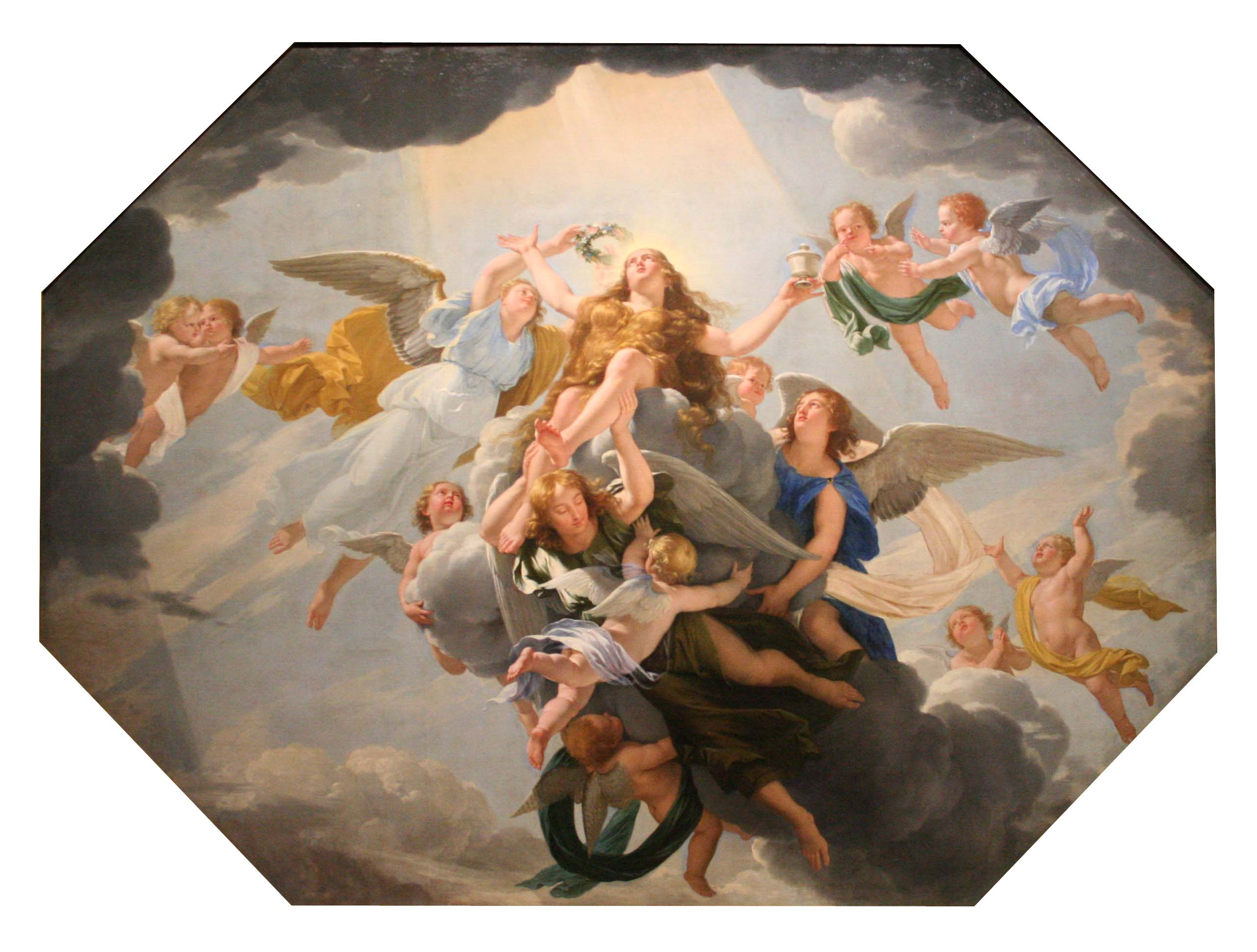
Hemelvaart van Maria Magdalena (Philippe de Champaigne, 1656)

Het Musée des Beaux-Arts de Marseille is een museum voor schone kunsten in de Franse stad Marseille. Het bevindt zich in een vleugel van het Palais Longchamp.

## Geschiedenis
Het museum werd opgericht in 1802 op grond van het Besluit Chaptal. Te Marseille was in 1794 al een kunstcommissie gevormd om de in beslag genomen kunst van de émigrés te beheren, en deze kreeg nu ook een selectie Europese kunst toegestuurd uit Parijs. Daaronder waren drie schilderijen van Rubens uit de predella van de Mechelse Sint-Janskerk (waarvan er één niet authentiek bleek te zijn omdat het bij de confiscatie in 1794 was verwisseld voor een kopie). De museumopening in de kapel van het Bernardinenklooster vond plaats in 1804. 
Na de verwerving van de Borély-collectie in 1856 vond het museum vanaf 1873 een meer geschikt onderkomen in het Palais Longchamp, sluitstuk van een stadsvernieuwingsproject naar aanleiding van de aanleg van het Canal de Marseille. Een complete renovatie vond plaats van 2005 tot 2013.

## Collectie
Het museum richt zich op schilderijen, beeldhouwwerken en prenten van de 16e tot de 19e eeuw. Naast werk van Franse kunstenaars zijn ook de Italiaanse, Vlaamse, Hollandse en Spaanse school ruim vertegenwoordigd. Aandacht is er voorts voor de Provençaalse schilders van de 19e eeuw. Onder het beeldhouwwerk zijn verschillende sculpturen van de 17e-eeuwse Pierre Paul Puget, alsook La Méditation van Auguste Rodin.

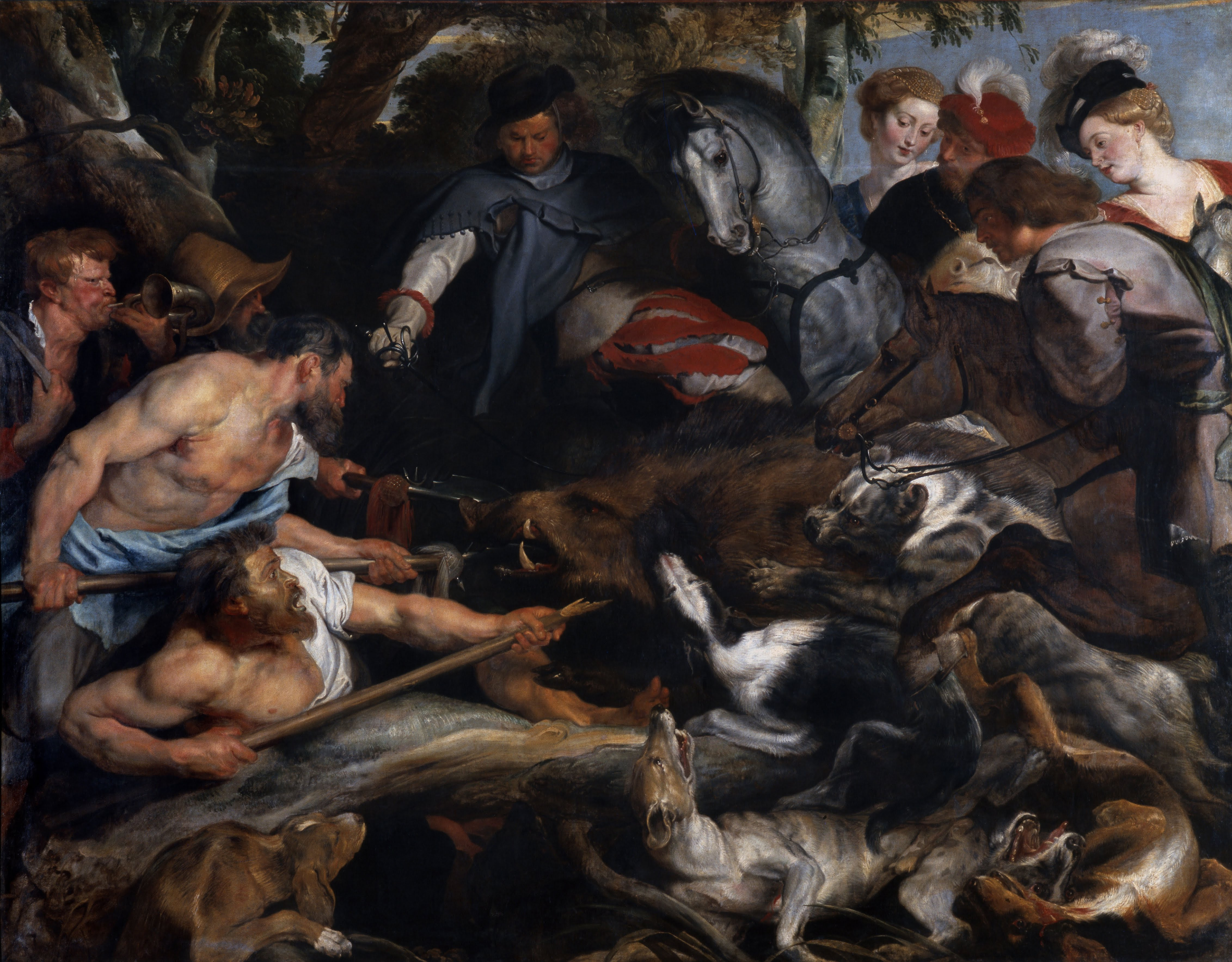
De everzwijnjacht van Peter Paul Rubens